# Andrzej Sielańczyk
Andrzej Wiesław Sielańczyk (ur. 17 grudnia 1950 w Warszawie) – polski polityk i lekarz kardiolog, poseł na Sejm I kadencji.

## Życiorys
Z zawodu lekarz. Ukończył w 1974 studia na Wydziale Lekarskim Śląskiej Akademii Medycznej, uzyskał następnie stopień naukowy doktora nauk medycznych. Specjalizował się w zakresie kardiologii.
W latach 1991–1993 sprawował mandat posła na Sejm z ramienia Unii Polityki Realnej wybranego w okręgu katowickim. W wyborach w 1993 bezskutecznie ubiegał się o reelekcję z tej samej listy.
W połowie lat 90. przeszedł do Stronnictwa Polityki Realnej. Potem działał w Stronnictwie Konserwatywno-Ludowym, a następnie przystąpił do Platformy Obywatelskiej, z ramienia której kandydował do Sejmu w wyborach w 2005. W sierpniu 2014 został koordynatorem śląskich struktur Kongresu Nowej Prawicy. W wyborach samorządowych w tym samym roku kandydował bezskutecznie z jego listy do sejmiku śląskiego. Związał się później z Konfederacją Wolność i Niepodległość. W 2023 startował z jej ramienia do niższej izby polskiego parlamentu (jako przedstawiciel Konfederacji Korony Polskiej).